# Western Australian Open
Het Western Australian Open is een golftoernooi voor mannen. De organisatie is in handen van de PGA Tour of Australasia en de resultaten tellen mee voor de Order of Merit van Golf Australia.
De eerste editie was in 1921. Tegenwoordig krijgt de winnaar een uitnodiging voor het Australian Open, de Australian Masters en het Australisch PGA Kampioenschap.

## Winnaars
| - 1921: R D Forbes - 1922: R W Maunder - 1923: Ed Cassidy - 1924: Ed Cassidy - 1925: Ed Cassidy - 1926: Ed Cassidy - 1927: Ed Cassidy - 1928: Tom Cassidy - 1929: Tom Cassidy - 1930: H G Godden - 1931: E Alberts - 1932: E D Bisset - 1933: Ed Cassidy - 1934: C Snow - 1935: H G Godden - 1936: Tom Cassidy - 1937: D Cullen - 1938: D Cullen - 1939: F Thompson - 1940–45 niet gespeeld - 1946: K Pix - 1947: L Nichols - 1948: Ossie Pickworth - 1949: Eric Cremin - 1950: Kel Nagle | - 1951: Kel Nagle - 1952: Kel Nagle - 1953: K Rogers - 1954: Eric Cremin - 1955: E Taylor - 1956: Gary Player - 1957: C W McPherson - 1958: C W McPherson - 1959: L Thomas - 1960: Bob Tuohy - 1961: D Bell - 1962: T Osborn - 1963: D Bell - 1964: L Thomas - 1965: L Thomas - 1966: D Bell - 1967: L Tidy - 1968: Graham Marsh - 1969: S Peach - 1970: Brian Jones - 1971: J Muller - 1972: Terry Gale - 1973: G Johnson - 1974: R Metherell - 1975: Terry Gale | - 1976: Graham Marsh - 1977: M Ferguson - 1978: W Galloway - 1979: Peter Jacobsen - 1980: Terry Gale - 1981: G Carbon - 1982: Terry Gale - 1983: Terry Gale - 1984: Ian Baker-Finch - 1985: Ian Stanley - 1986: Greg Norman - 1987: G Taylor - 1988: Bradley Hughes - 1989: Ross Metherell - 1990: Terry Gale - 1991: Stephen Leaney - 1992: Leith Wastle - 1993: Grant Moorhead - 1994: Stephen Leaney - 1995: B Jackson - 1996: Bradley King - 1997: Stephen Leaney - 1998: Bradley Hughes - 1999: Bradley King - 2000: Paul Sheehan | - 2001: Kim Felton - 2002: Stephen Leaney - 2003: Kim Felton - 2004: Stephen Leaney - 2005: Brett Rumford - 2006: Kim Felton - 2007: Simon Pope - 2008: James Nitties - 2009: Michael Curtain - 2010: Brad Kennedy - 2011: Rohan Blizard (-10) |

 Victorian PGA Championship ·
 Queensland PGA Championship ·
 Victorian Open ·
 New Zealand Open ·
 Fiji International ·
 Queensland Open ·
 South Pacific Open Championship ·
 Western Australian Open ·
 Perth International ·
 Western Australia PGA Championship ·
 New South Wales Open ·
 Australian Masters ·
 Australian Open ·
 New South Wales PGA Championship ·
 Australian PGA Championship